# Podallea pauliani
Podallea pauliani là một loài côn trùng trong họ Berothidae thuộc bộ Neuroptera. Loài này được Fraser miêu tả năm 1955.